# 湿生蹄盖蕨
湿生蹄盖蕨（学名：Athyrium devolii）为蹄盖蕨科蹄盖蕨属下的一个种。

## 扩展阅读
- 維基物種上的相關：湿生蹄盖蕨